# (175281) Kolonics
(175281) Kolonics ist ein Asteroid des äußeren Hauptgürtels, der am 28. Mai 2005 von dem ungarischen Amateurastronomen Krisztián Sárneczky am Piszkéstető-Observatorium (IAU-Code 561) im nordungarischen Mátra-Gebirge im Auftrag des Budapester Konkoly-Observatoriums entdeckt wurde.
Der Asteroid gehört zur Eos-Familie, einer Gruppe von Asteroiden, welche typischerweise große Halbachsen von 2,95 bis 3,1 AE aufweisen, nach innen begrenzt von der Kirkwoodlücke der 7:3-Resonanz mit Jupiter, sowie Bahnneigungen zwischen 8° und 12°. Die Gruppe ist nach dem Asteroiden (221) Eos benannt. Es wird vermutet, dass die Familie vor mehr als einer Milliarde Jahren durch eine Kollision entstanden ist. Die zeitlosen (nichtoskulierenden) Bahnelemente von (175281) Kolonics sind fast identisch mit denjenigen des größeren, wenn man von der Absoluten Helligkeit von 13,7 gegenüber 15,8 ausgeht, Asteroiden (55937) 1998 FN105.
(175281) Kolonics wurde am 23. September 2010 auf Vorschlag des Astronomen Péter Székely nach dem ungarischen Kanuten und zweimaligen Olympiasieger György Kolonics (1972–2008) benannt.